# Lisa Brix Pedersen
Lisa Brix Pedersen (16 de agosto de 1996) es una deportista de Dinamarca que compite en atletismo. Ganó una medalla de plata en la Copa Europea de Lanzamientos de 2022, en la prueba de disco.